# Tawakkul Karman
Tawakkul Karman (arab توكل كرمان; ur. 7 lutego 1979 w Ta’izz) – jemeńska dziennikarka, polityk i członkini Al-Islah. Działaczka na rzecz praw człowieka oraz przewodnicząca Women Journalists Without Chains od 2005. 7 października 2011 wraz z Ellen Johnson-Sirleaf i Leymah Gbowee otrzymała Pokojową Nagrodę Nobla.

## Polityczna kariera
W 2005 roku Tawakkul Karman powołała do życia Women Journalists Without Chains (WJWC) organizację na rzecz praw człowieka, wolności słowa i demokratycznych praw.
Karman została uhonorowana za walkę bez przemocy na rzecz bezpieczeństwa kobiet i pełnego udziału kobiet w procesie budowaniu pokoju. Na początku jemeńskiego powstania z 2011 organizowała studenckie protesty w Sanie.